# James Ogilvy (5e Lord Ogilvy d'Airlie)
 (octobre 2023).
Pour les articles homonymes, voir Ogilvy (homonymie).
James Ogilvy, 5e Lord Ogilvy d'Airlie (mort en 1606) est un propriétaire foncier et un diplomate écossais.

## Biographie
James Ogilvy est le fils de James, maître d'Ogilvy, et de Katherine Campbell, comtesse de Crawford, fille de John Campbell de Cawdor. Son père, le maître d'Ogilvy, est tué en 1547 à la bataille de Pinkie et sa mère devient alors la tutrice de ses enfants.
Il vit au château d'Airlie, qu'il prévoyait de reconstruire où d'agrandir en 1564.
En avril 1587, Ogilvy écrit à Patrick Vans de Barnbarroch pour lui recommander son serviteur Robert Bruce qui doit rejoindre une ambassade au Danemark, car ils s'étaient tous deux récemment rendus au Danemark.
Jacques VI est invité au Danemark en mai 1596 par l'ambassadeur Steen Bille pour assister au couronnement de son beau-frère Christian IV. Il désigne Lord Ogilvy et Peter Young ambassadeurs et leur demande de le remplacer à cette cérémonie, car son épouse Anne de Danemark est enceinte. Ils sont accrédités par Christian IV par une lettre datée du 6 août 1596. James VI se déplace de Falkland à Dundee pour les voir partir. Ogilvy et Young sont chargés de transmettre les vœux de James et excuser son absence et celle d'Anne du Danemark ; ils doivent également demander des navires et des troupes pour une mission prévue pour 1597 contre les insulaires occidentaux de l'Écosse,.

## Mariage et famille
Ogilvy épouse Jean Forbes, fille de William, Lord Forbes et Elizabeth Keith. Ils ont pour enfants :
- Margaret Ogilvy, épouse de George Keith, 5e comte Marischal, puis d'Alexander Strachan de Thornton
- James Ogilvy, 6e Lord Ogilvy d'Airlie, père de James Ogilvy, 1er comte d'Airlie. Il rejoint la cour de Jacques VI en octobre 1580 en tant que gentilhomme de la chambre[6].
- David Ogilvy, qui est attaqué par des partisans de la famille Lindsay en juillet 1602, alors qu'il quitte l'abbaye de Holyrood. Il est grièvement blessé et son serviteur William Innes est tué lors de cette agression[7].
- Francis Ogilvy de Newgrange
- John Ogilvy de Craig. Il demeure au château de Craig, près de Kirkton de Glenisla, ou une autre maison appelée Craig, plus près de Montrose, fut rasée conformément aux ordres de Jacques VI en octobre 1594 et mars 1595[8].
- Patrick Ogilvy de Muirtown